# Шедим
Шеди́м (мн. ч. ивр. שֵׁדִים‎ [ʃedim]; ед. ч. שֵׁד‎ [ʃed]) — персонажи еврейской мифологии, духи в еврейской демонологии, созданные из огня и ветра, которые могут как причинить вред, так и быть дружелюбными. Считается, что они обитают вблизи могил.

## Этимология
Древнееврейский термин заимствован из аккадского языка. Возможно слово происходит от глагола שדד‎ («опустошать; грабить»), либо от аккадского Шеду. В русском синодальном переводе шедим передаётся как «бесы».

## Танах
В Танахе слово шедим («защитные духи») встречается дважды (Втор. 32:17 «приносили жертвы бесам, а не Богу, богам, которых они не знали, новым, [которые] пришли от соседей и о которых не помышляли отцы ваши»; Пс. 105:37 «и приносили сыновей своих и дочерей своих в жертву бесам») и относится к не-богам, которым приносились человеческие жертвы. Тора (Втор. 32:17) прямо говорит о шедим как о не-богах, утверждая, что нет сверхъестественной силы, кроме единого Господа, Бога Израиля (Втор. 4:35). Термин «не-боги» в Торе имеет намеренно саркастический подтекст.
Среди шедим, в числе прочих, выделяются сеири́м («волосатые», «косматые»), что указывает на их зооморфный облик. На тождество сеирим и шедим указывается в Левит рабба 22. В синодальном переводе этот термин передаётся как «лешие» (Ис. 34:14).

## Мидраш
Согласно Мидраш [Мидраш/Шмот, стр.96-100, под ред. рабби Моше Вайсмана (в русском переводе)] у шедим есть крылья, как у ангелов, и они могут достичь пределов небес, чтобы услышать, что произойдет в будущем, но они также должны питаться, размножаться и умирать, как люди.

## Предания
В позднейших преданиях шеды имеют птичьи лапы. Шедим вредоносны, они входят в людей, наводят безумие и порчу, учат колдовству. Согласно народным поверьям, они иногда считаются детьми Самаэля и Лилит, царицы демонов. По другому сказанию, шедим — дети Лилит от Адама. Согласно Аггаде шедим были сотворены в сумерки шестого дня творения. Бог создавал тела шедим, и они должны были быть подобны людям, но ещё до завершения их сотворения начался шаббат, а поскольку Бог в шаббат отдыхал, их души не были облечены плотью, тела так и не были завершены (Абот 5, 6). По некоторым апокрифам ими стали души исполинов, рождённых смертными женщинами от падших ангелов (Книга Еноха 15, 8). По народным поверьям в шедим превращаются души нечестивцев.